# Arzachena Costa Smeralda Calcio 2018-2019
Questa voce raccoglie le informazioni riguardanti l'Arzachena Costa Smeralda Calcio nelle competizioni ufficiali della stagione 2018-2019.

## Divise e sponsor
Lo sponsor tecnico per la stagione 2018-2019 è Zeus Sport, mentre lo sponsor ufficiale è Mondialpol Service.
| Casa | Trasferta | Terza divisa |

## Organigramma societario
Area direttiva
- Presidente: Menio Fiorini
- Direttore generale: Davide Altana

Area organizzativa
- Team manager: Fabio Pasella
- Magazziniere: Ionel Castron

Area tecnica
- Allenatore: Mauro Giorico
- Allenatore in seconda: Marco Fresi
- Collaboratori tecnici: Davide Carducci, Ubaldo Piccotti
- Preparatore atletico: Christian Parabita
- Preparatore dei portieri: Matteo Roberto Scirpoli

Area sanitaria
- Responsabile: Giorgio Chiarelli

## Rosa
| N. |                   | Ruolo | Calciatore                    |
| -- | ----------------- | ----- | ----------------------------- |
| 1  | Italia (bandiera) | P     | Marco Ruzittu                 |
| 3  | Italia (bandiera) | D     | Luca La Rosa                  |
| 4  | Italia (bandiera) | C     | Danilo Bonacquisti (capitano) |
| 5  | Italia (bandiera) | D     | Davide Moi                    |
| 6  | Italia (bandiera) | C     | Andrea Corinti                |
| 7  | Italia (bandiera) | A     | Antonio Loi                   |
| 8  | Italia (bandiera) | C     | Giuseppe Nuvoli               |
| 9  | Italia (bandiera) | A     | Mattia Bruni                  |
| 10 | Italia (bandiera) | A     | Alessandro Gatto              |
| 11 | Italia (bandiera) | A     | Andrea Sanna                  |
| 12 | Italia (bandiera) | P     | Andrea Carta                  |
| 13 | Italia (bandiera) | D     | Giacomo Benedini              |
| 14 | Italia (bandiera) | C     | Riccardo Casini               |
| 15 | Italia (bandiera) | C     | Alessio Casula                |

| N. |                   | Ruolo | Calciatore         |
| -- | ----------------- | ----- | ------------------ |
| 17 | Italia (bandiera) | D     | Luca Onofri        |
| 18 | Italia (bandiera) | A     | Danilo Ruzzittu    |
| 19 | Italia (bandiera) | C     | Andrea Porcheddu   |
| 21 | Italia (bandiera) | C     | Melkamu Taufer     |
| 22 | Italia (bandiera) | P     | Roberto Pini       |
| 23 | Italia (bandiera) | D     | Riccardo Pandolfi  |
| 24 | Italia (bandiera) | D     | Andrea Belardelli  |
| 25 | Italia (bandiera) | D     | Lorenzo Trillò     |
| 26 | Italia (bandiera) | D     | Emanuele Lombardo  |
| 27 | Italia (bandiera) | C     | Luca Manca         |
| 28 | Italia (bandiera) | D     | Riccardo Busatto   |
| 29 | Italia (bandiera) | D     | Marco Baldan       |
| 30 | Italia (bandiera) | D     | Christian Arboleda |

## Risultati

### Coppa Italia Serie C

#### Fase a gironi
| Arbitro: | Giordano (Novara) |

|             |           |           |
| Ceter 90+1’ | Marcatori | 50’ Sanna |

| Arbitro: | Gualtieri (Asti) |

|                 |           |           |
| Moi 14’ Loi 46’ | Marcatori | 83’ Ceter |

#### Fase a eliminazione diretta
| Arbitro: | Acanfora (Castellammare di Stabia) |

|                                   |           |  |
| Cuppone 64’, 69’ Di Quinzio 90+3’ | Marcatori |  |